# دويتش
دويتش (بالألمانية: deutsch) كلمة باللغة الألمانية، هي تسمية ذاتية يطلقها الألمان على لغتهم، وهي مستمدة من كلمة ديوتيسك diutisc في اللغة الألمانية العليا القديمة (في الفرنجية الغربية ديوديسك Þeodisk)، التي كانت تعني في الأصل «الانتماء إلى الشعب/شعبي» (في الجرمانية دويدا Þeudā، في اللغة الألمانية العليا القديمة ديوتا diot[a]، الشعب). ودلت هذه الكلمة على اللغة الشعبية لجميع المتكلمين بلسان جرماني محلي (Idioms) في أراضيهم الخاصة، تمييزًا لها عن لغة الأعاجم (Welschen) من جيرانهم رومي اللغة، الفرنسيين منهم أو الإيطاليين، وكذلك كمقابل للاتينية الكهنة المسيحيين.

## الجذور التاريخية واللغوية
يحمل اللفظ الهندوجرماني تويتا (teuta*) المستخدم معنى «الشعب، الناس»، كما يرد في المصطلح الكلتي «تويتا د دانان/ شعب دانو» (Túatha Dé Danann) على سبيل المثال أول الأسانيد على استخدام هذه الكلمة تعود لنص من القرن الرابع الميلادي في مقطع (غلاطية 2: 14)  من الترجمة القوطية للعهدين للأسقف ولفيلا (Wulfila). ففي النص اليوناني يرد كمقابل لليهود مصطلح أثنكوس (ἐθνικός) أمم، أو من أمم الوثنين. وقد جمعت تحت هذا المصطلح الشعوب غير اليهودية والتي ينبغي أن تُهدى للمسيحية. ولما ترجمه ولفيلا للقوطية استخدم مصطلح تيوديسكو (þiudisko). ولأن فولفيلا كتب لمجموعته القبلية القوطية، وكان عليه استخدام مصطلح يفهموه ويكون بإمكانهم تعميمه على أنفسهم، فكان مصطلح تيوديسكو (þiudisko) بمعنى ما يخص الشعب، والشعب هنا مقصود فيه شعبنا.
بينما حملت اللغات واللهجات المتفرقة للشعوب الجرمانية اسمائها الخاصة -الفرنجية، القوطية...إلخ- تثبتت الكلمة الألمانية العليا القديمة ديوتيسك (diutisc) كمصطلح جامع لكل مجموعة اللهجات اللغات الجرمانية الغربية القارية. لأن المرء لحظ تباين مشترك عن اللغات الأخرى التي شكلتها اللغات الرومية في البلدان التي وصلها الناس خلال عصر الهجرات، أو الرومية التي بقيت عليها «فرنسا»، ولاتينية رجال الكنيسة. اللغة الخاصة للشعب (theut) أو للمجموعة شعبية التي يمكن للناس أن يتفاهموا من خلالها كانت لذلك لغة شعبية، تويديشة (theudische)، أي اللغة الدويتشية (deutsche).
وردت تسمية اللغة الدويتشية كلغة شعبية أول مرة في رسالة المبعوث البابوبي أوستيا (Gregor von Ostia) للبابا هادريان الأول عن المجمع الكنسي سنة 786 م. في إنجلترا، كذلك في نفس السنة نقل فيغبود (Wigbod) وهو قسيس عند شارلمان للبابا أن مجمعًا كنسيًا عقده أوفا بُلغت نتائجه باللاتينية واللغة الشعبية (tam latine quam theodisce) لتكون مفهومة للجميع (quo omnes intellegere potuissent). ويمكن تلمس الصيغة القديمة: ديوتش (diutsch) أو تيوتش (tiutsch) أولًا في كتابات نوتكر الثالث، أو نوتكر الدويتشي (Notker Teutonicus)، كذلك توجد إشارات مبكرة في أغانيه أنو (Annolied) التي سطرها على الأرجح راهب زيغبورغي من القرن 11 م. إذ يرد الكلام عن البلاد الدوتشية (Diutischemi lande, Diutsche lant, Diutischimo lante)، واللغات الدويتشية (Diutischin sprecchin)، والدويتش لأول مرة كتسمية جامعة لقبائل الزاكسن والفرنك والبايرن (Diutschi man).

## تطور في منطقة الفرنج الشرقية
في منطقة الفرنج الشرقية، التي تطورت منها بلاد الدويتش البلد الناطق بالدويتشية، كان لا يزال للهجة القبيلة أهمية كبيرة، حيث كانت ترتسم هناك الحدود كذلك بين القبائل الجرمانية فرادة. استخدم أوتفريد (Otfrid von Weissenburg) عام 865 م في إنجيله الرباعي (Evangelienbuch) الكلمة اللاتينية تيوديسك (theodisce)، وأوضحها بكلمة فرانكِسغ (frenkisg).
وحدّ الملك أوتو في العام 955 م قبائل سكسونيا، (شرق) فرنكن، الشفابن، بايرن وبوهيميا للمعركة في ليشفلد Lechfeld. وعزز العمل المشترك والنصر تماسك القبائل ذات اللغات المتقاربة، بحيث، أخذوا يطلقون على أنفسهم كمجموعة مشتركة تواجه الروم (Romanen)، وأعضاء من شعب واحد ما معناه عامة الشعب (theodiske).
تلقف الإيطاليون هذا التسمية الذاتية ودعوة جيرانهم الشماليين حتى اليوم تِدِسكي (tedeschi). في ألمانيا، على أية حال، فإن لفظ لاحقة الصفة بوضوح كحرف الشين (sch) ساد كما في للهجة الجرمانية العلية /الشفابية (Schwäbisch) مع حكم سلالة هوهنشتاوفن. لذا لم تعد التسمية الذاتية الناطقين بالألمانية ألماني اليوم دويتسيك (Deutisk)، بل خفف وتحولت نهايته إلى صوت صفار: دويتش.
منذ القرن الحادي عشر، تم استخدام مصطلح رغنوم تويتونيكوم (Regnum Teutonicum) للأكبر جزء ناطق بالألمانية في الإمبراطورية الرومانية المقدسة.

## تطور فيالعصور الحديثة
بدأ في مجرى النهضة الإنسانية ابان القرن الخامس عشر الميلادي عند بعض النخبة تطورشعور بالانتماءلأرض الأجداد أو الأمم، فصارت الكيانات الأقليمة للملكة تسمى عادة أرض التويتش (تويتش لاند/ Teutschland) وصارت كمجتمع لغوي تشريفي محور نشاط النخبة السياسي (عوضًا عن الدوقيات كما كان من قبل) 
كان المجال الناطق بالألمانية مُتفرق سياسيًا لفترة طويلة. وعدّ سكان جزئه الغربي أنفسهم في الأصل منتمين له، وسيطورن لاحقًا هويتهم الخاصة كنيدرلنديين وفلمنكيين، وبقيت الحدود مائعة بين دويتش المنخفضة (نيدردويتس/nederduits) أو الأراضي المنخفضة (نيدرلاندس/nederlands) وبين دويتس (duits)، كما في حالة المينوناتيين الذين يتحدثون بلهجة الأراضي المنخفضة ولأسباب عقائدية سكنوا بروسيا الغربية والولايات المتحدة وبعد الحروب العالمية عرفوا نفسهم في الولايات المتحدة كجزء من مجموعة الأراضي المنخفضة، إلا أنهم عادوا حاليًا لينظروا لأنفسهم على أنهم من الدويتش. وعلى العكس من ذلك يرى معضم الألزاسيين واللورينيين أنفسهم على أنهم إما الألزاسيين فرنسيين (ألامانية) أو جماعة قائمة بنفسها. وأقلية منهم يرون أنفسهم ألمان.

## أنظر كذلك
- أصل تسمية ألمانيا